# 八田尚之
八田 尚之（はった なおゆき、1905年12月2日 - 1964年8月25日）は、日本の脚本家。生涯100本近い脚本作品のうち第二次世界大戦前に1作だけ自ら監督し映画化した教育映画がある。女優の宝生あやこは妻。

## 来歴・人物
1905年（明治38年）12月2日、北海道小樽市の生まれ。北海道庁立小樽中学校（現北海道小樽潮陵高等学校）卒業後、上京。
1927年（昭和2年）、21歳のときに京都の牧野省三のマキノ・プロダクションと提携する同社所属俳優勝見庸太郎の勝見庸太郎プロダクション（勝見プロ）に入社。翌1928年（昭和3年）3月、オリジナルストーリーが勝見に採用され勝見自身による脚本（「勝見黙笑」名義）・監督・主演作『べらぼう長者』として映画化された。同年11月にはオリジナル脚本が採用され、勝見の監督・主演による『馬子日記』で22歳にして脚本家としてデビューする。
脚本家デビュー以来、5本を執筆した時点の1929年（昭和4年）7月25日に牧野が死去すると、没後50日を経た同年9月に牧野の長男であるマキノ正博を中心とする新体制が発表されたが勝見プロ所属の八田は「脚本部」には名をつらねてはおらず、また勝見も「俳優部」に見当たらない。しかしそれ以降、勝見作品以上にマキノの現代劇の主力として、人見吉之助監督とのコンビを中心に19本を執筆したが、26歳を迎える1931年（昭和6年）、同社は倒産して解散、八田は日活太秦撮影所に入社した。
1934年（昭和9年）、現代劇部の多摩川撮影所への移転にともない、東京へ移った。翌1935年（昭和10年）、重宗務が設立した東京発声映画製作所に移籍、同社の企画脚本部長に就任する。1937年（昭和12年）に石坂洋次郎の小説を脚色し、豊田四郎が監督した『若い人』がヒット、以降、豊田とのコンビによるベストセラー文学の映画化が同社の看板路線となった。
1939年（昭和14年）、東宝映画東京撮影所に入社しその後もいわゆる「文芸路線」で一時代を画した。戦後は東宝を主軸に新東宝、東映でも脚本を書いた。
1964年（昭和39年）8月25日に58歳で没した。

## おもなフィルモグラフィ
- べらぼう長者　1928年　原作　監督・主演勝見庸太郎、脚本勝見黙笑
- 馬子日記　1928年　原作・脚本　監督・主演勝見庸太郎
- 若い人　1937年　監督豊田四郎、原作石坂洋次郎
- 坊っちゃん　1953年　監督丸山誠治、原作夏目漱石
- 放浪記　1954年　監督久松静児
- 母の初恋　1954年　監督久松静児、原作川端康成

## 著書
- 『シナリオ冬の宿・鶯』作品社 作品文庫 1938
- 『シナリオ若い人・泣虫小僧』作品社 作品文庫 1938
- 『瓢人先生』談論社 1948　のち春陽文庫
- 『続・瓢人先生』春陽文庫 1952
- 『八田尚之作品集』全3巻　演劇出版社　1970-73

1 (劇) 2 (シナリオ)　3 (放送小説)

## 註
1. ↑  「日本の映画人 日本映画の創造者たち」佐藤忠男編、日外アソシエーツ 、2007年
2. 1 2 3 4  『日本映画監督全集』（キネマ旬報社、1976年）の「八田尚之」の項（p.318）を参照。同項執筆は清水晶
3. ↑  立命館大学衣笠キャンパスの「マキノ・プロジェクト」サイト内の「1929年 マキノ・プロダクション御室撮影所 所員録」の記述を参照。